# فوكسينغ
فوكسينغ هي سلسلة من القطارات الصينية تم البدأ في مشروع إنشاء القطار في 2012 وتم الانتهاء من التصميمات في سبتمبر 2014 وتم إنتاج أول قطار في 30 يونيو 2015.